# Euclides Belo
Euclides da Costa Belo (* 24. Juli 1974) ist ein osttimoresischer Polizist.
Von 2017 bis 2021 war er zweiter Kommandant der Polizei in der Gemeinde Dili. Am 1. Juli 2021 wurde er zum Kommandanten der Unidade de Patrulhamento de Fronteira (UPF) ernannt, der nationalen Grenzpolizei.